# Kalduny

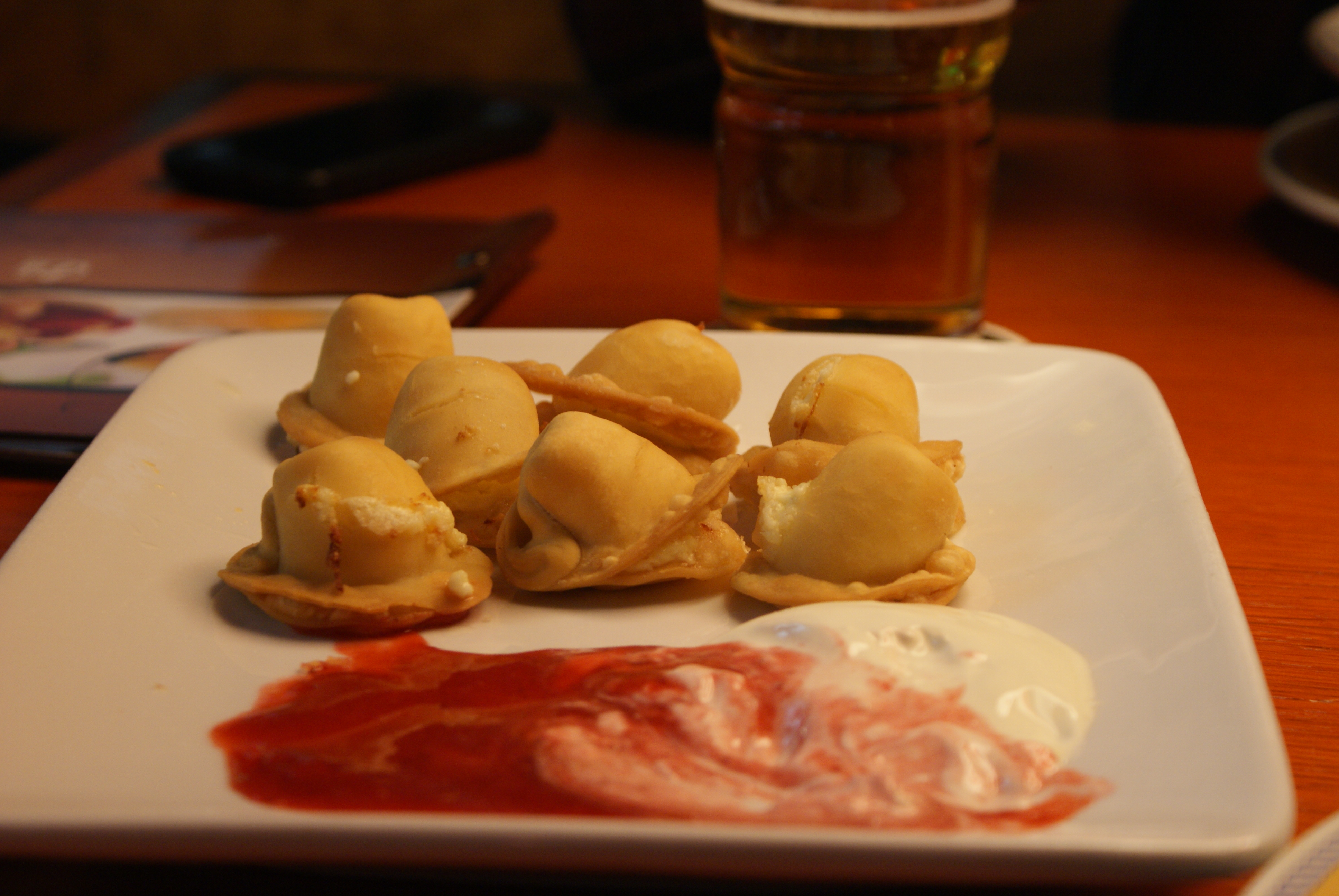
Kalduny en Lituania.

Kalduny o kolduny son dumplings rellenos de masa sin levadura propios de la gastronomía de Lituania, Bielorrusia y Polonia, similares a los pierogi polacos o los pelmeni rusos y los vareniki ucranianos.
Si bien en lenguas eslavas la palabra significa “hechiceros” o “magos”, no está claro cuál es el origen de la asociación de dicha palabra con el platillo. El origen del kalduny es incierto: puede que hayan sido creados o bien en el oeste (Alemania o zona checa) o en el este (traídos por los tártaros -mongoles a través de Siberia y los Urales).

## Descripción
Los kalduny son dumplings preparados con masa sin levadura rellenos de carne, hongos, u otros ingredientes, los mismos están relacionados con platillos similares en el Este y el Oeste, desde el raviol italiano, el derelye húngaro, y el pirogen judío asquenazí al pelmeni ruso y el manti o chuchvara de Asia Central. El kalduny preparado con relleno de jamón ahumado y hongos (Kalduny Conde Tyshkevich, denominado en honor a una familia noble de Lahojsk cerca de Minsk en Bielorrusia) fueron considerados por mucho tiempo un platillo distintivo de Bielorrusia, aunque las décadas de dominio soviético casi borraron por completo su existencia de la memoria del pueblo y en la actualidad solo son ofrecidos en unos pocos restaurantes. En la actualidad el pelmeni ruso y el vareniki ucraniano son servidos en algunos restaurantes.
La masa más simple para el kalduny se prepara con harina mezclada con agua, huevos, y una pizca de sal. En algunas recetas la masa del kalduny se mezcla con jugo de cebolla en vez de agua. La masa del kalduny debe ser blanda y elástica, fácil de estirar y sellar formando un bolsillo en torno al relleno. Al igual que otras masas se la debe dejar reposar, cubriéndola con una toalla o trapo para que no se seque. Por lo general los kalduny son hervidos en una gran cacerola a fuego bajo, con agua bien salada. En vez de hervirlos en agua, a veces los kalduny se hierven directamente en una sopa, y se los sirve juntos. Algunas variedades son horneadas o fritas. Los kalduny estilo Polesie, llevan un relleno de pescado de río hervido y huevos duros, y huevo frito. En una variedad rusa denominada kundumy (en ruso: кундюмы) no se hierven los dumplings, en cambio los dumplings rellenos de hongos se cuecen al horno o se fríen.

## Variedades de kalduny
El kalduny se prepara con diversos rellenos:
- Carne (cortada o picada)
- Hongos (frescos o secos)
- Hongos y cerdo ahumado, mezclados en igual cantidad (Relleno de Vilnius, Kalduny Conde Tyshkevich)
- Arroz blanco y huevos duros
- Chucrut salteado con hongos
- Pescado (de agua dulce, como por ejemplo lucio desespinado y picado, mezclado con huevo duro o huevo frito)
- Arándano
- Cereza (sin semilla)